# Hungría en la Copa Mundial de Fútbol de 1982
Hungría fue una de las 24 selecciones participantes en la Copa Mundial de Fútbol de España 1982, la que es su octava participación en un mundial y la segunda de manera consecutiva.

## Clasificación

### Grupo 4
| Pos. | País       | Pts | J | G | E | P | GF | GC | GD |
| ---- | ---------- | --- | - | - | - | - | -- | -- | -- |
| 1    | Hungría    | 10  | 8 | 4 | 2 | 2 | 13 | 8  | +5 |
| 2    | Inglaterra | 9   | 8 | 4 | 1 | 3 | 13 | 8  | +5 |
| 3    | Rumania    | 8   | 8 | 2 | 4 | 2 | 5  | 5  | 0  |
| 4    | Suiza      | 7   | 8 | 2 | 3 | 3 | 9  | 12 | −3 |
| 5    | Noruega    | 6   | 8 | 2 | 2 | 4 | 8  | 15 | −7 |

| 28-4-1981 | Suiza          | 2 – 2   | Hungría                           | Stadion Allmend, Lucerna                              |                                                       |
|           | Sulser 32' 47' | Reporte | Bálint 45' · S. Müller 65' (pen.) | Asistencia: 17,000 espectadores Árbitro(s): Ian Foote | Asistencia: 17,000 espectadores Árbitro(s): Ian Foote |

| 13-5-1981 | Hungría     | 1 – 0   | Rumania | Népstadion, Budapest                                      |                                                           |
|           | Fazekas 18' | Reporte |         | Asistencia: 68,000 espectadores Árbitro(s): Alexis Ponnet | Asistencia: 68,000 espectadores Árbitro(s): Alexis Ponnet |

| 20-5-1981 | Noruega      | 1 – 2   | Hungría         | Ullevaal Stadion, Oslo                                     |                                                            |
|           | Thoresen 57' | Reporte | L. Kiss 78' 79' | Asistencia: 28,000 espectadores Árbitro(s): Malcom Moffatt | Asistencia: 28,000 espectadores Árbitro(s): Malcom Moffatt |

| 6-6-1981 | Hungría    | 1 – 3   | Inglaterra                           | Népstadion, Budapest                                      |                                                           |
|          | Garaba 44' | Reporte | Brooking 19' 60' · Keegan 73' (pen.) | Asistencia: 68,000 espectadores Árbitro(s): Paolo Casarin | Asistencia: 68,000 espectadores Árbitro(s): Paolo Casarin |

| 23-9-1981 | Rumania | 0 – 0   | Hungría | Stadionul 23. August, Bucarest                             |                                                            |
|           |         | Reporte |         | Asistencia: 70,000 espectadores Árbitro(s): Erich Linemayr | Asistencia: 70,000 espectadores Árbitro(s): Erich Linemayr |

| 14-10-1981 | Hungría                       | 3 – 0   | Suiza | Népstadion, Budapest                                    |                                                         |
|            | Nyilasi 23' 50' · Fazekas 59' | Reporte |       | Asistencia: 75,000 espectadores Árbitro(s): Talat Tokat | Asistencia: 75,000 espectadores Árbitro(s): Talat Tokat |

| 31-10-1981 | Hungría                                    | 4 – 1   | Noruega  | Népstadion, Budapest                                      |                                                           |
|            | Bálint 12' · L. Kiss 60' 85' · Fazekas 79' | Reporte | Lund 35' | Asistencia: 68,000 espectadores Árbitro(s): Egon Šoštarić | Asistencia: 68,000 espectadores Árbitro(s): Egon Šoštarić |

| 18-11-1981 | Inglaterra  | 1 – 0   | Hungría | Wembley Stadium, Londres                                    |                                                             |
|            | Mariner 16' | Reporte |         | Asistencia: 92,000 espectadores Árbitro(s): Georges Konrath | Asistencia: 92,000 espectadores Árbitro(s): Georges Konrath |

## Jugadores
Estos son los 22 jugadores convocados para el torneo:

## Resultados
Hungría fue eliminada en el grupo 3.
| Selección   | Pts. | PJ | PG | PE | PP | GF | GC | Dif. |
| ----------- | ---- | -- | -- | -- | -- | -- | -- | ---- |
| Bélgica     | 5    | 3  | 2  | 1  | 0  | 3  | 1  | 2    |
| Argentina   | 4    | 3  | 2  | 0  | 1  | 6  | 2  | 4    |
| Hungría     | 3    | 3  | 1  | 1  | 1  | 12 | 6  | 6    |
| El Salvador | 0    | 3  | 0  | 0  | 3  | 1  | 13 | -12  |

| 15 de junio de 1982, 21:00                                                                            | Hungría                                                                                         | 10:1 (3:0) | El Salvador | Nuevo Estadio, Elche                                                        |                                                                             |
| | Nyilasi 4', 83' · Pölöskei 11' · Fazekas 23', 54' · Tóth 50' · Kiss 69', 72', 76' · Szentes 70' | Reporte    | Ramírez 64' | Asistencia: 23.000 espectadores Árbitro(s): Ibrahim Youssef Al-Doy (Baréin) | Asistencia: 23.000 espectadores Árbitro(s): Ibrahim Youssef Al-Doy (Baréin) |
| El 10-1 de Hungría a El Salvador pasaría a ser la mayor goleada en la historia de las Copas del Mundo |                                                                                                 |            |             |                                                                             |                                                                             |

| 18 de junio de 1982, 21:00 | Argentina                                     | 4:1 (2:0) | Hungría      | Estadio José Rico Pérez, Alicante                                    |                                                                      |
|                            | Bertoni 26' · Maradona 28', 57' · Ardiles 60' | Reporte   | Pölöskei 76' | Asistencia: 32.093 espectadores Árbitro(s): Belaid Lacarne (Argelia) | Asistencia: 32.093 espectadores Árbitro(s): Belaid Lacarne (Argelia) |

| 22 de junio de 1982, 21:00                            | Bélgica           | 1:1 (0:1) | Hungría   | Nuevo Estadio, Elche                                                 |                                                                      |
|                                                       | Czerniatynski 76' | Reporte   | Varga 27' | Asistencia: 37.000 espectadores Árbitro(s): Clive White (Inglaterra) | Asistencia: 37.000 espectadores Árbitro(s): Clive White (Inglaterra) |
| Primera clasificación a la siguiente fase de Bélgica. |                   |           |           |                                                                      |                                                                      |